# Chilostoma moellendorffi
Chilostoma moellendorffi is een slakkensoort uit de familie van de Helicidae. De wetenschappelijke naam van de soort is voor het eerst geldig gepubliceerd in 1871 door Kobelt.